# Pallacanestro Olimpia Milano 2025-2026
Questa voce raccoglie le informazioni riguardanti la Pallacanestro Olimpia Milano nelle competizioni ufficiali della stagione 2025-2026.

## Stagione
La stagione 2025-2026 della Pallacanestro Olimpia Milano, sponsorizzata EA7 Emporio Armani, è la 93ª nel massimo campionato italiano di pallacanestro, la Serie A.
A livello sportivo si hanno diversi addii e novità, su tutte l'annuncio del nuovo direttore sportivo Daniele Baiesi in arrivo dal Bayern Monaco, che va a sostituire l'uscente Gianmaria Vacirca. Pe lo staff tecnico l'Olimpia annuncia il ritorno in veste di vice allenatore di Giuseppe Poeta che nell'ultima stagione ha ricoperto il ruolo di head coach a Brescia. 

## Organigramma societario
Dal sito internet della società.
Area dirigenziale
- Proprietario: Giorgio Armani
- Presidente Cda: Pantaleo Dell'Orco
- Presidente Basketball Operations: Ettore Messina
- General Manager: Christos Stavropoulos

Area tecnica
- Allenatore: Ettore Messina
- Primo assistente: Giuseppe Poeta
- Assistente allenatore: Alberto Seravalli
- Player Development Coach: Giuseppe Mangone
- Coordinatore performance: Kostas Chatzichristos
- Responsabile settore giovanile: Michele Catalani

Area sportiva
- Direttore sportivo: Daniele Baiesi
- Scouting: Alberto Rossini
- Team Manager: Filippo Leoni
- Assistente Team Manager: Gianmarco Gaito
- Equipment Manager: Alessandro Barenghi, Daniele Ferrante
- Dirigente addetto arbitri: Gianluca Solani

Area sanitaria
- Medico: Matteo Acquati, Michele Ronchi
- Fisioterapista: Alessandro Colombo, Claudio Lomma
- Ortopedico: Andrea Panzeri
- Nutrizionista: Giulia Baroncini

Area comunicazione
- Media Director: Claudio Limardi
- Social media Coordiator: Camilla Limonta
- Social media specialist: Davide Di Ninno
- Graphic Designer: Alessio Gaffuri
- Videomaker: Andrea Monticelli

Area marketing
- Marketing Manager: Roberto Bottali
- Ticketing executive: Gabriele Salis
- Corporate and Hospitality specialist: Alessandra Caccavo
- Marketing&Sponsorship specialist: Andrea Colmbo
- Ticketing strategy coordinator: Alessandro Salerno
- Youth development program: Michele Samaden
- Merchandising: Davide Savino, Michele Capra
- Front desk: Vanimara Santos

## Roster
Aggiornato al 22 luglio 2025.
| EA7 Emporio Armani Milano 2025-26 | EA7 Emporio Armani Milano 2025-26 |
| Giocatori                         | Staff tecnico                     |
| --------------------------------- | --------------------------------- |

| N. | Naz.                                            | Ruolo | Nome                | Anno | Alt.   | Peso   |  |
| -- | ----------------------------------------------- | ----- | ------------------- | ---- | ------ | ------ |  |
| 0  | Slovenia (bandiera)                             | A     | Vlatko Čančar       | 1997 | 203 cm | 107 kg |  |
| 1  | Italia (bandiera)                               | P     | Niccolò Mannion     | 2001 | 191 cm | 86 kg  |  |
| 2  | Stati Uniti (bandiera) · Spagna (bandiera)      | P     | Lorenzo Brown       | 1990 | 196 cm | 87 kg  |  |
| 3  | Regno Unito (bandiera)                          | PG    | Quinn Ellis (F)     | 2003 | 195 cm | 90 kg  |  |
| 6  | Stati Uniti (bandiera)                          | C     | Devin Booker        | 1991 | 205 cm | 113 kg |  |
| 7  | Italia (bandiera)                               | G     | Stefano Tonut       | 1993 | 194 cm | 100 kg |  |
| 10 | Argentina (bandiera) · Italia (bandiera)        | PG    | Leandro Bolmaro     | 2000 | 198 cm | 91 kg  |  |
| 12 | Stati Uniti (bandiera)                          | G     | Armoni Brooks       | 1998 | 191 cm | 88 kg  |  |
| 16 | Stati Uniti (bandiera) · Azerbaigian (bandiera) | AC    | Zach LeDay          | 1994 | 203 cm | 103 kg |  |
| 17 | Italia (bandiera)                               | AG    | Giampaolo Ricci (C) | 1991 | 202 cm | 102 kg |  |
| 21 | Italia (bandiera)                               | P     | Diego Flaccadori    | 1996 | 193 cm | 84 kg  |  |
| 23 | Serbia (bandiera)                               | G     | Marko Gudurić       | 1995 | 198 cm | 96 kg  |  |
| 25 | Senegal (bandiera)                              | C     | Ousmane Diop (F)    | 2000 | 204 cm | 100 kg |  |
| 31 | Stati Uniti (bandiera) · Danimarca (bandiera)   | AP    | Shavon Shields (C)  | 1994 | 201 cm | 97 kg  |  |
| 32 | Stati Uniti (bandiera) · Slovenia (bandiera)    | C     | Josh Nebo           | 1997 | 206 cm | 111 kg |  |
| 42 | Stati Uniti (bandiera) · Armenia (bandiera)     | C     | Bryant Dunston      | 1986 | 206 cm | 114 kg |  |

| Allenatore                                                                                       |
| - Ettore Messina                                                                                 |
| Assistente/i                                                                                     |
| - Giuseppe Poeta - Alberto Seravalli Legenda - (C) Capitano - (IN) Inattivo - Infortunato Roster |

## Mercato

### Sessione estiva
| P  | Lorenzo Brown   | Panathīnaïkos   | svincolato    |
| PG | Quinn Ellis     | Aquila Trento   | definitivo    |
| G  | Marko Gudurić   | Fenerbahçe      | svincolato    |
| A  | Vlatko Čančar   | Denver Nuggets  | svincolato    |
| C  | Devin Booker    | Bayern Monaco   | svincolato    |
| C  | Bryant Dunston  | Žalgiris Kaunas | svincolato    |
| C  | Ismaël Kamagate | Derthona Basket | fine prestito |

| Cessioni | Cessioni           | Cessioni             | Cessioni          | Cessioni |
| R.       | Nome               | a                    | Modalità          |          |
| -------- | ------------------ | -------------------- | ----------------- | -------- |
| P        | Nenad Dimitrijevic | Zenit S. Pietroburgo | rescissione       |          |
| G        | Giordano Bortolani | Pall. Cantù          | fine contratto    |          |
| G        | Fabien Causeur     | Free agent           | fine contratto    |          |
| AG       | Nikola Mirotić     | Monaco               | opzione uscita    |          |
| AC       | Paul Eboua         | Trapani Shark        | riscatto prestito |          |
| C        | Guglielmo Caruso   | Napoli Basket        | opzione uscita    |          |
| C        | Freddie Gillespie  | Free agent           | fine contratto    |          |
| C        | Ismaël Kamagate    | Beşiktaş             | opzione uscita    |          |

## Risultati

### Eurolega

#### Stagione regolare
| Belgrado 30 settembre 2025 1ª giornata | Stella Rossa | – referto      | Olimpia Milano |  |
| Allenatori Ettore Messina              |              |                |                |  |
|                                        |              |                |                |  |
|                                        | Allenatori   | Ettore Messina |                |  |

| 2 ottobre 2025 2ª giornata | Partizan   | –              | Olimpia Milano |  |
| Allenatori Ettore Messina  |            |                |                |  |
|                            |            |                |                |  |
|                            | Allenatori | Ettore Messina |                |  |

| 9 ottobre 2025 3ª giornata | Olimpia Milano | – | Monaco |  |
| Ettore Messina Allenatori  |                |   |        |  |
|                            |                |   |        |  |
| Ettore Messina             | Allenatori     |   |        |  |

| 14 ottobre 2025 4ª giornata | Bayern Monaco | –              | Olimpia Milano |  |
| Allenatori Ettore Messina   |               |                |                |  |
|                             |               |                |                |  |
|                             | Allenatori    | Ettore Messina |                |  |

| 16 ottobre 2025 5ª giornata | Žalgiris Kaunas | –              | Olimpia Milano |  |
| Allenatori Ettore Messina   |                 |                |                |  |
|                             |                 |                |                |  |
|                             | Allenatori      | Ettore Messina |                |  |

| 23 ottobre 2025 6ª giornata | Olimpia Milano | – | Valencia |  |
| Ettore Messina Allenatori   |                |   |          |  |
|                             |                |   |          |  |
| Ettore Messina              | Allenatori     |   |          |  |

| 28 ottobre 2025 7ª giornata | Barcellona | –              | Olimpia Milano |  |
| Allenatori Ettore Messina   |            |                |                |  |
|                             |            |                |                |  |
|                             | Allenatori | Ettore Messina |                |  |

| 30 ottobre 2025 8ª giornata | Olimpia Milano | – | Paris |  |
| Ettore Messina Allenatori   |                |   |       |  |
|                             |                |   |       |  |
| Ettore Messina              | Allenatori     |   |       |  |

| 7 novembre 2025 9ª giornata | Anadolu Efes | –              | Olimpia Milano |  |
| Allenatori Ettore Messina   |              |                |                |  |
|                             |              |                |                |  |
|                             | Allenatori   | Ettore Messina |                |  |

| 12 novembre 2025 10ª giornata | Olimpia Milano | – | ASVEL |  |
| Ettore Messina Allenatori     |                |   |       |  |
|                               |                |   |       |  |
| Ettore Messina                | Allenatori     |   |       |  |

| 14 novembre 2025 11ª giornata | Olimpia Milano | – | Olympiakos |  |
| Ettore Messina Allenatori     |                |   |            |  |
|                               |                |   |            |  |
| Ettore Messina                | Allenatori     |   |            |  |

| 20 novembre 2025 12ª giornata | Olimpia Milano | – | Hapoel Tel Aviv |  |
| Ettore Messina Allenatori     |                |   |                 |  |
|                               |                |   |                 |  |
| Ettore Messina                | Allenatori     |   |                 |  |

| 26 novembre 2025 13ª giornata | Maccabi Tel Aviv | –              | Olimpia Milano |  |
| Allenatori Ettore Messina     |                  |                |                |  |
|                               |                  |                |                |  |
|                               | Allenatori       | Ettore Messina |                |  |

| 5 dicembre 2025 14ª giornata | Saski Baskonia | –              | Olimpia Milano |  |
| Allenatori Ettore Messina    |                |                |                |  |
|                              |                |                |                |  |
|                              | Allenatori     | Ettore Messina |                |  |

| 11 dicembre 2025 15ª giornata | Olimpia Milano | – | Panathīnaïkos |  |
| Ettore Messina Allenatori     |                |   |               |  |
|                               |                |   |               |  |
| Ettore Messina                | Allenatori     |   |               |  |

| 16 dicembre 2025 16ª giornata | Olimpia Milano | – | Real Madrid |  |
| Ettore Messina Allenatori     |                |   |             |  |
|                               |                |   |             |  |
| Ettore Messina                | Allenatori     |   |             |  |

| 18 dicembre 2025 17ª giornata | Olimpia Milano | – | Fenerbahçe |  |
| Ettore Messina Allenatori     |                |   |            |  |
|                               |                |   |            |  |
| Ettore Messina                | Allenatori     |   |            |  |

| 23 dicembre 2025 18ª giornata | Dubai BC   | –              | Olimpia Milano |  |
| Allenatori Ettore Messina     |            |                |                |  |
|                               |            |                |                |  |
|                               | Allenatori | Ettore Messina |                |  |

| 2 gennaio 2026 19ª giornata | Virtus Bologna | –              | Olimpia Milano |  |
| Allenatori Ettore Messina   |                |                |                |  |
|                             |                |                |                |  |
|                             | Allenatori     | Ettore Messina |                |  |

| 6 gennaio 2026 20ª giornata | Panathīnaïkos | –              | Olimpia Milano |  |
| Allenatori Ettore Messina   |               |                |                |  |
|                             |               |                |                |  |
|                             | Allenatori    | Ettore Messina |                |  |

| 9 gennaio 2026 21ª giornata | Olimpia Milano | – | Anadolu Efes |  |
| Ettore Messina Allenatori   |                |   |              |  |
|                             |                |   |              |  |
| Ettore Messina              | Allenatori     |   |              |  |

| 15 gennaio 2026 22ª giornata | Olimpia Milano | – | Stella Rossa |  |
| Ettore Messina Allenatori    |                |   |              |  |
|                              |                |   |              |  |
| Ettore Messina               | Allenatori     |   |              |  |

| 20 gennaio 2026 23ª giornata | Real Madrid | – | Olimpia Milano |  |
| Ettore Messina Allenatori    |             |   |                |  |
|                              |             |   |                |  |
| Ettore Messina               | Allenatori  |   |                |  |

| 22 gennaio 2026 24ª giornata | Olimpia Milano | – | Žalgiris Kaunas |  |
| Ettore Messina Allenatori    |                |   |                 |  |
|                              |                |   |                 |  |
| Ettore Messina               | Allenatori     |   |                 |  |

| 29 gennaio 2026 25ª giornata | Olimpia Milano | – | Partizan |  |
| Ettore Messina Allenatori    |                |   |          |  |
|                              |                |   |          |  |
| Ettore Messina               | Allenatori     |   |          |  |

| 3 febbraio 2026 26ª giornata | Olimpia Milano | – | Saski Baskonia |  |
| Ettore Messina Allenatori    |                |   |                |  |
|                              |                |   |                |  |
| Ettore Messina               | Allenatori     |   |                |  |

| 6 febbraio 2026 27ª giornata | ASVEL      | – | Olimpia Milano |  |
| Ettore Messina Allenatori    |            |   |                |  |
|                              |            |   |                |  |
| Ettore Messina               | Allenatori |   |                |  |

| 12 febbraio 2026 28ª giornata | Olimpia Milano | – | Dubai BC |  |
| Ettore Messina Allenatori     |                |   |          |  |
|                               |                |   |          |  |
| Ettore Messina                | Allenatori     |   |          |  |

| 26 febbraio 2026 29ª giornata | Hapoel Tel Aviv | – | Olimpia Milano |  |
| Ettore Messina Allenatori     |                 |   |                |  |
|                               |                 |   |                |  |
| Ettore Messina                | Allenatori      |   |                |  |

| 5 marzo 2026 30ª giornata | Olimpia Milano | – | Barcellona |  |
| Ettore Messina Allenatori |                |   |            |  |
|                           |                |   |            |  |
| Ettore Messina            | Allenatori     |   |            |  |

| 13 marzo 2026 31ª giornata | Olimpia Milano | – | Maccabi Tel Aviv |  |
| Ettore Messina Allenatori  |                |   |                  |  |
|                            |                |   |                  |  |
| Ettore Messina             | Allenatori     |   |                  |  |

| 20 marzo 2026 32ª giornata | Fenerbahçe | – | Olimpia Milano |  |
| Ettore Messina Allenatori  |            |   |                |  |
|                            |            |   |                |  |
| Ettore Messina             | Allenatori |   |                |  |

| 24 marzo 2026 33ª giornata | Monaco     | – | Olimpia Milano |  |
| Ettore Messina Allenatori  |            |   |                |  |
|                            |            |   |                |  |
| Ettore Messina             | Allenatori |   |                |  |

| 26 marzo 2026 34ª giornata | Olimpia Milano | – | Virtus Bologna |  |
| Ettore Messina Allenatori  |                |   |                |  |
|                            |                |   |                |  |
| Ettore Messina             | Allenatori     |   |                |  |

| 2 aprile 2026 35ª giornata | Paris      | – | Olimpia Milano |  |
| Ettore Messina Allenatori  |            |   |                |  |
|                            |            |   |                |  |
| Ettore Messina             | Allenatori |   |                |  |

| 7 aprile 2026 36ª giornata | Valencia   | – | Olimpia Milano |  |
| Ettore Messina Allenatori  |            |   |                |  |
|                            |            |   |                |  |
| Ettore Messina             | Allenatori |   |                |  |

| 9 aprile 2026 37ª giornata | Olimpia Milano | – | Bayern Monaco |  |
| Ettore Messina Allenatori  |                |   |               |  |
|                            |                |   |               |  |
| Ettore Messina             | Allenatori     |   |               |  |

| 16 aprile 2026 38ª giornata | Olympiakos | – | Olimpia Milano |  |
| Ettore Messina Allenatori   |            |   |                |  |
|                             |            |   |                |  |
| Ettore Messina              | Allenatori |   |                |  |